# 2010-es Peak Antifreeze & Motor Oil Indy 300
A 2010-es Peak Antifreeze & Motor Oil Indy 300 volt a 2010-es Izod IndyCar Series szezon tizennegyedik futama. A versenyt 2010. augusztus 28-án rendezték meg az Illinoisban található Chicagoland Speedway-en. A versenyt az Versus közvetítette.

## Rajtfelállás
| Rajtsor | Belső ív | Belső ív            | Külső ív | Külső ív          |
| ------- | -------- | ------------------- | -------- | ----------------- |
| 1       | 6        | Ryan Briscoe        | 10       | Dario Franchitti  |
| 2       | 12       | Will Power          | 3        | Hélio Castroneves |
| 3       | 26       | Marco Andretti      | 02       | Graham Rahal      |
| 4       | 4        | Dan Wheldon         | 06       | Mutó Hideki       |
| 5       | 37       | Ryan Hunter-Reay    | 5        | Szató Takuma      |
| 6       | 20       | Ed Carpenter        | 7        | Danica Patrick    |
| 7       | 11       | Tony Kanaan         | 19       | Alex Lloyd        |
| 8       | 9        | Scott Dixon         | 8        | E.J. Viso         |
| 9       | 36       | Tomas Scheckter     | 2        | Raphael Matos     |
| 10      | 77       | Alex Tagliani       | 34       | Bertrand Baguette |
| 11      | 32       | Mario Moraes        | 24       | Ana Beatriz       |
| 12      | 22       | Justin Wilson       | 14       | Vitor Meira       |
| 13      | 67       | Sarah Fisher        | 18       | Milka Duno        |
| 14      | 78       | Simona De Silvestro | 21       | Davey Hamilton    |
| 15      | 66       | Jay Howard          |          |                   |

### Verseny
| Pozíció | #  | Pilóta                  | Csapat                                    | Futott kör | Idő/Kiesés oka | Rajthely | Élen töltött körök száma | Pont |
| ------- | -- | ----------------------- | ----------------------------------------- | ---------- | -------------- | -------- | ------------------------ | ---- |
| 1.      | 10 | Dario Franchitti        | Chip Ganassi Racing                       | 200        | 1:47:49.5783   | 2        | 28                       | 50   |
| 2.      | 4  | Dan Wheldon             | Panther Racing                            | 200        | +0.0423        | 6        | 2                        | 40   |
| 3.      | 26 | Marco Andretti          | Andretti Autosport                        | 200        | +0.1051        | 5        | 3                        | 35   |
| 4.      | 37 | Ryan Hunter-Reay        | Andretti Autosport                        | 200        | +0.1631        | 9        | 2                        | 32   |
| 5.      | 11 | Tony Kanaan             | Andretti Autosport                        | 200        | +0.3401        | 13       | 0                        | 30   |
| 6.      | 3  | Hélio Castroneves       | Team Penske                               | 200        | +0.4868        | 4        | 0                        | 28   |
| 7.      | 22 | Justin Wilson           | Dreyer & Reinbold Racing                  | 200        | +0.5953        | 23       | 0                        | 26   |
| 8.      | 9  | Scott Dixon             | Chip Ganassi Racing                       | 200        | +0.9137        | 15       | 0                        | 24   |
| 9.      | 14 | Vitor Meira             | A. J. Foyt Enterprises                    | 200        | +0.9588        | 24       | 6                        | 22   |
| 10.     | 02 | Graham Rahal            | Newman/Haas Racing                        | 200        | +0.984         | 6        | 0                        | 20   |
| 11.     | 6  | Ryan Briscoe            | Team Penske                               | 200        | +1.0180        | 1        | 113                      | 22   |
| 12.     | 34 | Bertrand Baguette (R)   | Conquest Racing                           | 200        | +1.0833        | 20       | 0                        | 18   |
| 13.     | 06 | Mutó Hideki             | Newman/Haas Racing                        | 200        | +1.3042        | 8        | 0                        | 17   |
| 14.     | 7  | Danica Patrick          | Andretti Autosport                        | 200        | +1.5658        | 12       | 0                        | 16   |
| 15.     | 67 | Sarah Fisher            | Sarah Fisher Racing                       | 199        | +1 Kör         | 25       | 10                       | 15   |
| 16.     | 12 | Will Power              | Team Penske                               | 199        | +1 Kör         | 3        | 17                       | 14   |
| 17.     | 32 | Mario Moraes            | KV Racing Technology                      | 199        | +1 Kör         | 21       | 0                        | 13   |
| 18.     | 21 | Davey Hamilton          | Luczo Dragon Racing de Ferran Motorsports | 199        | +1 Kör         | 28       | 0                        | 12   |
| 19.     | 18 | Milka Duno              | Dale Coyne Racing                         | 197        | +3 Kör         | 26       | 0                        | 12   |
| 20.     | 20 | Ed Carpenter            | Panther Racing                            | 179        | Műszaki hiba   | 11       | 3                        | 12   |
| 21.     | 19 | Alex Lloyd (R)          | Dale Coyne Racing                         | 162        | +38 Kör        | 14       | 3                        | 12   |
| 22.     | 66 | Jay Howard (R)          | Sarah Fisher Racing                       | 161        | Műszaki hiba   | 29       | 0                        | 12   |
| 23.     | 78 | Simona de Silvestro (R) | HVM Racing                                | 150        | Műszaki hiba   | 27       | 0                        | 12   |
| 24.     | 24 | Ana Beatriz             | Dreyer & Reinbold Racing                  | 88         | Műszaki hiba   | 22       | 0                        | 12   |
| 25.     | 77 | Alex Tagliani           | FAZZT Race Team                           | 85         | Vezetői hiba   | 19       | 1                        | 10   |
| 26.     | 5  | Szató Takuma (R)        | KV Racing Technology                      | 80         | Vezetői hiba   | 10       | 0                        | 10   |
| 27.     | 8  | E.J. Viso               | KV Racing Technology                      | 80         | Vezetői hiba   | 16       | 1                        | 10   |
| 28.     | 36 | Tomas Scheckter         | Conquest Racing                           | 4          | Vezetői hiba   | 17       | 0                        | 12   |
| 29.     | 2  | Raphael Matos           | Luczo Dragon Racing de Ferran Motorsports | 4          | Vezetői hiba   | 18       | 0                        | 10   |

## Bajnokság állása a verseny után
Pilóták bajnoki állása
| Pozíció | Pilóta            | Pontok |
| ------- | ----------------- | ------ |
| 1       | Will Power        | 528    |
| 2       | Dario Franchitti  | 505    |
| 3       | Scott Dixon       | 443    |
| 4       | Ryan Briscoe      | 406    |
| 5       | Hélio Castroneves | 398    |